# Flober Peña
Flober Peña, es un ciclista colombiano nacido en Tuta el 7 de febrero de 1974.
Tiene el récord de victorias generales en el Tour de Guadalupe con 4 triunfos junto a otro colombiano, José Daniel Bernal.
A pesar de su dilatada trayectoria, la Vuelta a Colombia sólo la ha disputado en cinco ocasiones, siendo la edición de 2012 donde logró su mejor ubicación, culminando en tercera posición.
En el Clásico RCN la segunda carrera en importancia de Colombia, la tercera posición también es su mejor logro en 2007.
En febrero de 2017 se informó que el ciclista, junto con otros 2 corredores, dio positivo por EPO Cera en el Tour de Guadalupe de 2016 y fue suspendido por la FFC hasta el año 2020.

## Palmarés
2004
- Tour de Guadalupe, más 3 etapas
- 1 etapa de la Vuelta a Guatemala

2005
- Tour de Guadalupe, más 3 etapas

2006
- 1 etapa del Tour de Guadalupe

2007
- Tour de Guadalupe, más 3 etapas

2008
- Tour de Guadalupe, más 3 etapas

2016
- 1 etapa del Tour de Guadalupe